# Treck nach Utah
Treck nach Utah (Originaltitel: Brigham Young) ist eine US-amerikanische Filmbiografie von Henry Hathaway über Brigham Young, der die Glaubensgemeinschaft der Mormonen nach Utah führte und dort später Gouverneur wurde. Der Film, dessen Drehbuch auf einer Erzählung von Louis Bromfield basiert, wurde 1940 gedreht. Die Premiere des Films fand am 23. August 1940 in Salt Lake City statt, der allgemeine Kinostart in den USA erfolgte dann erst am 27. September 1940. In Deutschland erschien der Film nicht in den Kinos. Er wurde erstmals am 19. Februar 1977 im deutschen Fernsehen gezeigt.

## Handlung
In den 40er Jahren des 19. Jahrhunderts haben die Mormonen unter Anfeindungen und Verfolgungen zu leiden. Mehrere ihrer Mitglieder wurden überfallen, einige sogar getötet. Der Gründer der Mormonenbewegung, Joseph Smith, ruft in Illinois seine Anhänger zum bewaffneten Widerstand auf. Er wird wegen Aufwiegelei verhaftet und für schuldig befunden. Doch noch vor seiner Verurteilung wird er ermordet.
Nachfolger als Mormonenführer wird Brigham Young, der die Gewalt ablehnt und seine Anhänger aus Illinois fortführen will, nachdem die Armee nicht mehr in der Lage ist, sie zu schützen. Youngs Entscheidung trifft auf den Widerstand von Angus Duncan, der bleiben will. Die Gemeindeversammlung beschließt jedoch, Young zu folgen.
Der Treck der Mormonen zieht nach Iowa und über die Great Plains nach Westen. Die Familie Kent nimmt die junge Zina Webb auf, nachdem der Familienvater bei einem Überfall auf die Mormonen getötet wurde. Auf dem Weg nach Westen erreicht die Nachricht vom Goldfund in Kalifornien die Reisenden. Als Young erkrankt, reißt Duncan die Führung an sich und lässt den Treck in Richtung Kalifornien abdrehen. Der Treck erreicht die Berge von Utah. Young erwacht aus seiner Bewusstlosigkeit, gerade als der Große Salzsee erreicht wird. Young hält dies für das Zeichen, sich hier anzusiedeln.
Der folgende Winter ist hart. Die Vorräte werden knapp, einige Frauen und Kinder kommen um. Im Frühling wird die Situation noch schlimmer, als Heuschrecken über die Weizenfelder herfallen. Vor Hunger wird auch Zina krank. Jonathan Kent, der um ihre Hand angehalten hat, ist erschüttert von Zinas erbarmungswürdigem Anblick. Auch Young beginnt zu zweifeln, doch gerade als er seine Führerschaft niederlegen will, kommt ein Schwarm Möwen, die die Heuschrecken vernichten. Die Mormonen sind gerettet.

## Hintergrund
Die Produktion der 20th Century Fox wurde in drei Bundesstaaten gedreht. Der Hauptteil des Films wurde in Kalifornien gedreht, unter anderem am Big Bear Lake, in den Alabama Hills und am Mount Whitney. In Utah, in der Nähe der Ortschaft Kanab, entstanden die Treck-Szenen. Die Heuschreckenplage wurde in Elko in Nevada gedreht.
Kleine Gastauftritte haben Hank Worden und der aus dem Filmserial Flash Gordon bekannte Charles Middleton. In diesen Serials spielte auch Jean Rogers mit. Der einzige Mormone unter den Darstellerin war Moroni Olsen. Dean Jagger trat der Gemeinde 32 Jahre später bei.
Für das Szenenbild waren unter anderem Thomas Little und William S. Darling verantwortlich, für den Ton Roger Heman Sr. Die Spezial-Effekte stammten von Fred Sersen. Der spätere Chefkameramann Joseph LaShelle arbeitete hier als Kameraführer.

## Kritiken
Das Lexikon des internationalen Films zu dem Film: „Der handwerklich solide, streckenweise eindrucksvoll inszenierte Film zeichnet auf melodramatische Weise die Historie nach, wobei er das Schicksal einer Familie in den Mittelpunkt stellt, von der nur der Sohn das Ziel des Trecks erreicht.“ Die Zeitschrift Variety lobte die Mischung sachlicher Aspekte mit einer wohldurchdachten Geschichte, die eine epische Adaption der frühen amerikanischen Geschichte ergebe. Herausragend dabei die „menschliche und sympathische“ Darstellung des Mormonenführers, und Mary Astor mit „einer ihrer besten Darbietungen“.